# Guldalger

Guldalger är en stor grupp heterokonta alger som vanligen förekommer i sötvatten. De räknas antingen som en egen division (Chrysophyta) eller som en klass (Chrysophyceae) i divisionen Heterokontophyta/Ochrophyta.
Ursprungligen omfattade gruppen alla alger som uppfyllde detta kriterium, förutom kiselalger och flercelliga brunalger. Gruppen har dock delats upp i flera grupper baserade på pigmentering och cellstruktur, och omfattar nu bara en grupp nära besläktade former som kännetecknas av formen på flagellen i de cell som är rörliga (kan också klassas som ordningen Chromulinales). Det är fullt möjligt att dessa kriterier kommer revideras framöver, allt eftersom nya arter studeras mer noggrant.
De flesta av gruppens medlemmar är encelliga flagellater med antingen två flageller (Ochromonas) eller en enda (Chromulina). Tidigare behandlades dessa som två separata grupper baserat på antalet flageller, en distinktion som inte längre anses som giltig. De flesta saknar cellhölje. Några arter, som Dinobryon, har skal eller pansar, kan inte förflytta sig och lever i kolonier. De flesta former med fjäll av kisel räknas nu till en separat grupp, Synura, men några, till exempel Paraphysomonas, hör till den egentliga Chromulina-gruppen.
Några medlemmar av gruppen guldalger är amöboida större delen av tiden, med långa, förgrenade utskott, även om de under sina livscykler kan gå igenom flagellatstadier (till exempel Chrysamoeba och Rhizochyrysis. En art, Myxochrysis paradoxa, har en komplicerad livscykel med bland annat flerkärniga cellstadier liknande de hos slemsvampar (Myxomycota). Dessa arter förpassades ursprungligen till ordningen Chrysamoebales. 
Rhizochromulina hörde tidigare hit men räknas nu till en egen ordning baserat på skillnader under flagellatstadiet.
Andra medlemmar av gruppen saknar rörelseförmåga. Cellerna kan vara nakna och imbakade i mucilago, till exempel Chrysosaccus, eller runda och omgivna av en cellvägg, till exempel Chrysospharea. Några har en filamentös (trådformad) eller till och med parenkym (lik en vävnad) struktur, till exempel Phaeoplaca, och räknades tidigare till äldre ordningar men hör nu till separata grupper. Hydrurus och liknande arter som lever i färskvatten och bildar gelatinösa filament placeras ibland i en egen ordning, Hydrurales, men kan också räknas hit.
| Chrysophyta | Chrysophyceae |
| --- | --- |
| - Chattonella - Chromulina - Chrysobotrys - Chrysocapsa - Chrysosphaerella - Dictyocha - Dinobryon - Echinocrysis - Epipyxis - Gonyostomum - Hydrurus - Mallomonas - Merotricha - Monas - Nematochrysis - Ochromonas - Phaeothamnion - Raphidomonas - Reckertia - Rhizochrysis - Sarcinochrysis - Synura - Thallochrysis - Thaumatomastix - Trentonia - Vacuolaria | - Chromulina - Chrysamoeba - Chrysocapsa - Chrysonephele - Chrysostephanosphaera - Cyclonexis - Dinobryon - Lagynion - Ochromonas - Paraphysomonas - Rhizochromulina - Uroglena - Uroglenopsis |